# Žarko Korać (homme politique)
Pour les articles homonymes, voir Žarko Korać.
Žarko Korać (en serbe cyrillique : Жарко Кораћ ; né le 9 mars 1947 à Belgrade) est un psychologue et un homme d'État serbe. Il est président de l'Union sociale-démocrate (SDU) et vice-président de l'Assemblée nationale de la république de Serbie.
Žarko Korać enseigne la psychologie à la faculté de philosophie de l'université de Belgrade.

## Biographie

### Études et carrière professionnelle
Žarko Korać naît à Belgrade le 9 mars 1947 et grandit dans le centre de la capitale serbe. Son père, Veljko, est universitaire et sa mère, Šeka, journaliste. À l'école, il est le camarade du futur metteur en scène Branko Baletić. Après le lycée, il suit les cours de la Faculté de Philosophie de l'Université de Belgrade, dans le département de psychologie ; en 1976, il obtient une maîtrise intitulée Bases empiriques et théoriques de la psychologie environnementale puis, en 1983, un doctorat avec une thèse portant sur « le Développement des théories et des modèles dans la psychologie de la perception ».
Žarko Korać enseigne et travaille à la Faculté de philosophie, d'abord comme assistant puis comme professeur. Dans le même temps, il est membre du comité de rédaction de la revue Psihologija. À la fin des années 1980, il participe à une émission de télévision pour la jeunesse intitulée Putokazi (« Lignes directrices »), qui apporte des conseils aux jeunes gens de sept à dix-sept ans.

### Années 1990 et 2000
Žarko Korać entre en politique dans les années 1990, d'abord au sein de l'Alliance civique de Serbie (GSS), dont il devient le vice-président. À la suite de désaccords avec Vesna Pešić, la présidente du mouvement, il quitte l'Alliance et fonde l'Union sociale-démocrate en 1996 et en devient le président.
De 1993 à 1997, il est député du Mouvement démocratique de Serbie (Demokratski pokret Srbije, DEPOS) à l'Assemblée nationale de Serbie. En septembre 2000, il est élu député à la Chambre des républiques de Yougoslavie (Veće republika skupštine SR Jugoslavije) et en devient l'un des vice-présidents.
Entre 2001 et 2004, il est vice-président du gouvernement de la Serbie et, après l'assassinat de Zoran Đinđić le 12 mars 2013, il est président du gouvernement par intérim les 17 et 18 mars 2003.
Aux élections législatives de décembre 2003, il figure en tant que membre du SDU sur la liste du Parti démocratique (DS) de Boris Tadić et est élu député.
Aux élections législatives du 21 janvier 2007, Žarko Korać figure sur la liste de la coalition formée par le Parti libéral-démocrate (LDP) de Čedomir Jovanović, qui, en plus de l'Union sociale-démocrate, compte l'Alliance civique de Serbie (GSS) et la Ligue des sociaux-démocrates de Voïvodine (LSV). La coalition remporte 5,31 % des suffrages et obtient 15 sièges sur 250 à l'Assemblée nationale, ce qui vaut à Korać d'obtenir un nouveau mandat à l'Assemblée.
Aux élections législatives anticipées de 2008, Korać figure sur la liste du LDP. La coalition obtient 216 902 voix, soit 5,24 % des suffrages et envoie 13 représentants à l'Assemblée parmi lesquels figure Žarko Korać.

## Années 2010
Aux élections législatives de 2012, Žarko Korać et le SDU participent à la coalition politique Preokret, emmenée par Čedomir Jovanović, le président du LDP,, qui obtient 6,53 % des suffrages et 19 députés, ce qui vaut à Korać d'être élu une nouvelle fois à l'Assemblée.
Il est toujours inscrit au groupe parlementaire du LDP et devient vice-président de l'Assemblée. En plus de cette fonction, il participe aux travaux de la Commission de la santé et de la famille, de la Commission de la culture et de l'information et de la Commission des droits de l'enfant.